# Meriones arimalius
Meriones arimalius là một loài động vật có vú trong họ Chuột, bộ Gặm nhấm. Loài này được Cheesman & Hinton mô tả năm 1924.